# Taeniophyllum confertum
Taeniophyllum confertum är en orkidéart som beskrevs av Bruce Gray och David Lloyd Jones. Taeniophyllum confertum ingår i släktet Taeniophyllum och familjen orkidéer. Inga underarter finns listade i Catalogue of Life.